# A.C. Milan w sezonie 1974/1975

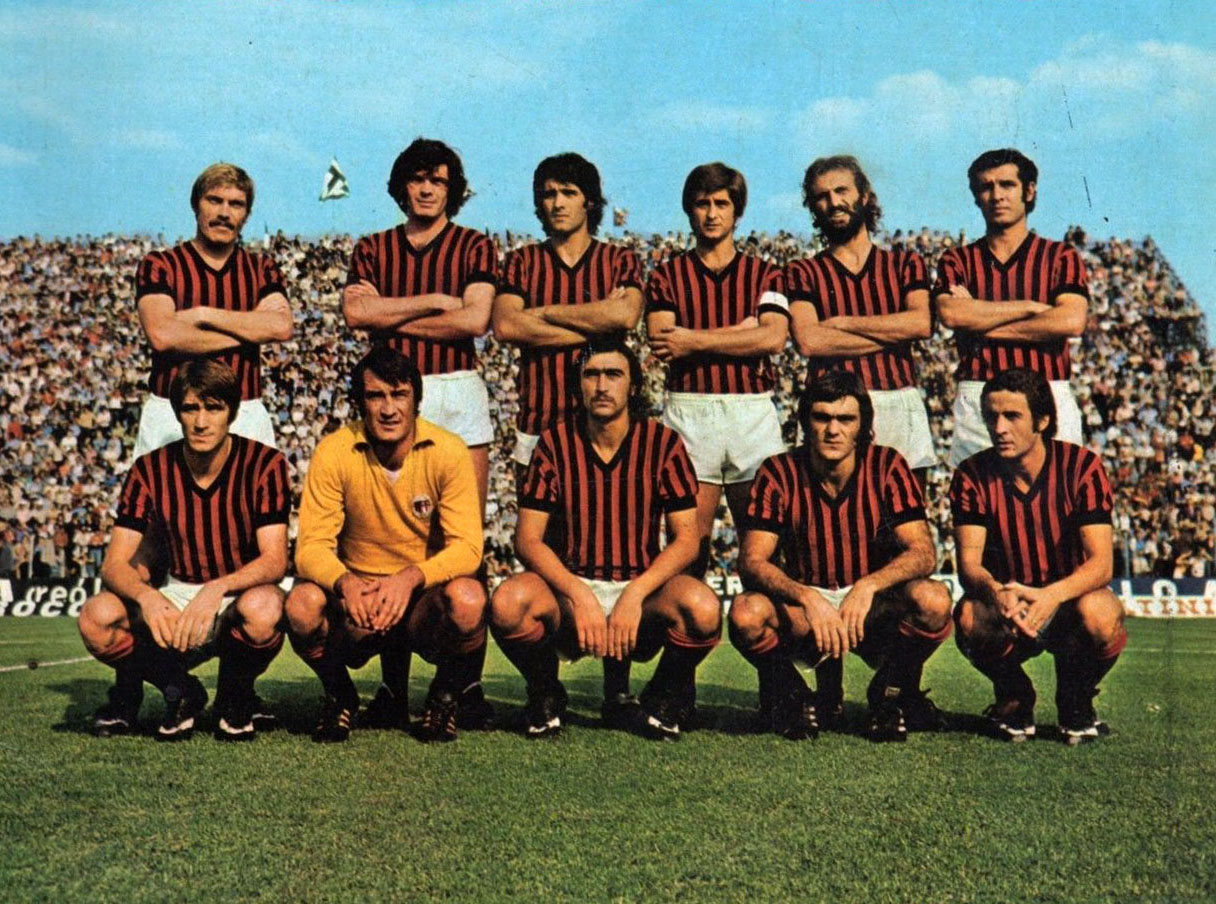
A.C. Milan 1974/75

Osiągnięcia i skład piłkarskiego zespołu A.C. Milan w sezonie 1974/75.

## Osiągnięcia
- Serie A: 5. miejsce
- Puchar Włoch: porażka w finale

## Podstawowe dane
- Oficjalna nazwa klubu: Associazione Calcio Milan
- Siedziba klubu: Via F. Turati 3
- Boisko: San Siro
- Prezes klubu:  Albino Buticchi
- Trener zespołu:  Gustavo Giagnoni I
- Kapitan drużyny:  Gianni Rivera

## Skład zespołu
Bramkarze:
| Włochy | Enrico Albertosi      |
| Włochy | Pier Luigi Pizzaballa |
| Włochy | Franco Tancredi       |

Obrońcy:
| Włochy | Angelo Anquilletti |
| Włochy | Aldo Bet           |
| Włochy | Filippo Citterio   |
| Włochy | Aldo Maldera       |
| Włochy | Giuseppe Sabadini  |
| Włochy | Maurizio Turone    |
| Włochy | Luciano Zecchini   |

Pomocnicy:
| Włochy | Romeo Benetti    |
| Włochy | Giorgio Biasiolo |
| Włochy | Duino Gorin      |
| Włochy | Giovanni Lorini  |
| Włochy | Gianni Rivera    |

Napastnicy:
| Włochy | Alberto Bigon    |
| Włochy | Gianni Bui       |
| Włochy | Egidio Calloni   |
| Włochy | Luciano Chiarugi |
| Włochy | Giovanni Sartori |
| Włochy | Giorgio Skoglund |